# Kiro Gligorov
Kiro Gligorov (makedonsko Киро Глигоров), makedonski politik in nekdanji predsednik, * 3. maj 1917, Štip, † 1. januar 2012, Skopje.

## Življenjepis
Kiro Gligorov se je rodil v liberalno usmerjeno meščansko družino. Večino svojega življenja je bil komunist, z idejo komunizma pa se je prvič srečal že kot študent na beograjski pravni fakulteti, kjer je diplomiral leta 1938. Pred vstopom v politiko je delal kot pravnik v eni izmed zasebnih bank, a se je po izbruhu druge svetovne vojne že leta 1941 pridružil partizanskemu gibanju oz. ASNOM-u (Protifašistični skupščini narodnoosvobodilnega gibanja Makedonije). 

### SFRJ
Po vojni je deloval predvsem v jugoslovanski vladi. Med leti 1946/1947 je bil njen sekretar, med leti 1952/53 namestnik finančnega ministra, ter med leti 1953 in 1955 namestnik direktorja Zveznega inštituta za gospodarsko načrtovanje. Nato je sledilo obdobje njegovega delnega umika iz vladnih krogov, kamor se je vrnil leta 1962, ko je bil postavljen na mesto finančnega ministra. To mesto je zasedal do leta 1967, ko je za dve leti postal podpredsednik zvezne vlade (do 1969). Najvišji položaj v nekdanji skupni državi je dosegel sredi 70. let, ko je bil 1974-78 predsednik zvezne skupščine. 
Gligorov je bil zagovornik uvajanja tržne ekonomije v Jugoslaviji in kot takšen tudi član skupine, ki je v šestdesetih letih 20. stoletja v SFRJ oblikovala prve tovrstne reforme. Do dejanske implementacije teh reform sicer ni prišlo, saj so se oblasti prestrašile njihovih političnih posledic. 
Nato je sledilo 10-letno obdobje, ko se Gligorov ni pojavljal v politični javnosti, ampak se je posvetil znanstveno-raziskovalnemu delu. V politiko se je vrnil šele leta 1989, ko je napočil čas za spremembe, in ko ga je v zvezno vlado, ki si je začela prizadevati za gospodarske reforme, poklical takratni premier Ante Marković. To pa je tudi obdobje njegove vrnitve na makedonsko politično prizorišče, kjer se je zavzemal za večstrankarske volitve in uveljavitev modela tržnega gospodarstva na republiških tleh. Prizadevanja Kira Gligorova so padla na plodna tla in 27. januarja 1991 je bil na prvih večstrankarskih volitvah izvoljen za predsednika Makedonije. 

### Samostojna Makedonija
Obdobje njegovega prvega mandata je prineslo splošni referendum o samostojnosti Makedonije. 8. septembra 1991 je Makedonija razglasila neodvisnost in nato postala tako rekoč edina nekdanja jugoslovanska republika, ki se tako ali drugače ni zapletla v spopade z JLA, ki se je konec aprila 1992 mirno umaknila iz te bivše republike. Na prvih splošnih predsedniških volitvah oktobra 1994 je bil Gligorov ponovno izvoljen za predsednika s petletnim mandatom.
Gligorov je ves čas svojega mandata odločno zagovarjal enakopravno zastopanost Albancev, ki tvorijo dokaj veliko etnično skupino, v političnem življenju Makedonije. 

### Atentat
3. oktobra 1995 je bil na Gligorova izveden atentat. Pred hotelom Bristol v Skopju je namreč eksplodiral avtomobil bomba prav v trenutku, ko se je mimo pripeljala predsednikova limuzina. V atentatu je življenje izgubil šofer, Gligorov pa je bil težko ranjen in je oslepel na eno oko. Poleg tega je bilo poškodovanih tudi veliko mimoidočih. V času predsednikove odsotnosti je mesec in pol dolžnosti predsednika opravljal Stojan Andov. Odgovornosti za atentat ni prevzela nobena organizacija, obstajajo pa špekulacije, da je bil atentat posledica neuspešnih pogajanj med Gligorovim in Miloševićem, ki sta jih imela kakšen mesec pred eksplozijo. Po drugih špekulacijah pa naj bi bil Gligorov žrtev močne multinacionalne družbe s sedežem v Bolgariji. Tudi dokazov za to trditev do danes ni.
Kiru Gligorovu je mandat potekel 19. novembra 1999, na naslednjih volitvah pa je zmagal Boris Trajkovski.